# Sphindus himalayanus
Sphindus himalayanus is een keversoort uit de familie slijmzwamkevers (Sphindidae). De wetenschappelijke naam van de soort werd in 1925 gepubliceerd door Pierre Lesne.